# Cohasset (Massachusetts)
Cohasset é uma vila localizada no condado de Norfolk, no estado estadounidense de Massachusetts. No Censo de 2010 a população era de 7.542 habitantes e a densidade populacional de 92,64 pessoas por km².

## Geografia
Cohasset encontra-se localizado nas coordenadas 42° 15′ 45″ N, 70° 47′ 56″ O. Segundo a Departamento do Censo dos Estados Unidos, Cohasset tem uma superfície total de 81.42 km², da qual 25.35 km² correspondem a terra firme e (68.86%) 56.06 km² é água.

## Demografia
Dos 7.542 habitantes censeados em 2010, Cohasset estava composta por 97.28% brancos, 0.28% afroamericanos, 0.15% amerindios, 0.99% asiáticos, 0.01% insulares do Pacífico, 0.17% de outras raças e 1.11% pertenciam a duas ou mais raças. Do total da população 1.27% eram hispanos ou latinos de qualquer raça.